# فرودگاه مایسیونوارا
فرودگاه مایسیونوارا (به انگلیسی: Maysionvara) یک فرودگاه نظامی است . این فرودگاه در شهر سویاروی کشور روسیه قرار دارد و در ارتفاع ۲۰۲ متری از سطح دریا واقع شده‌است.